# Péruwelz
Péruwelz (pcd. Piérwé) – miasto w Belgii, w Regionie Walońskim, w prowincji Hainaut, w okręgu Tournai-Mouscron. 1 stycznia 2024 r. liczyło 17 318 mieszkańców.  

## Podział administracyjny
W skład miasta wchodzi dziewięć dzielnic (section):
- Baugnies
- Bon-Secours
- Braffe
- Brasménil
- Bury
- Callenelle
- Roucourt
- Wasmes-Audemez-Briffœil
- Wiers

## Współpraca
Miejscowości partnerskie:
- Brewton, Stany Zjednoczone
- Jaunay-Clan, Francja
- Paray-Vieille-Poste, Francja
- Revest-du-Bion, Francja